# 정의 (타로)

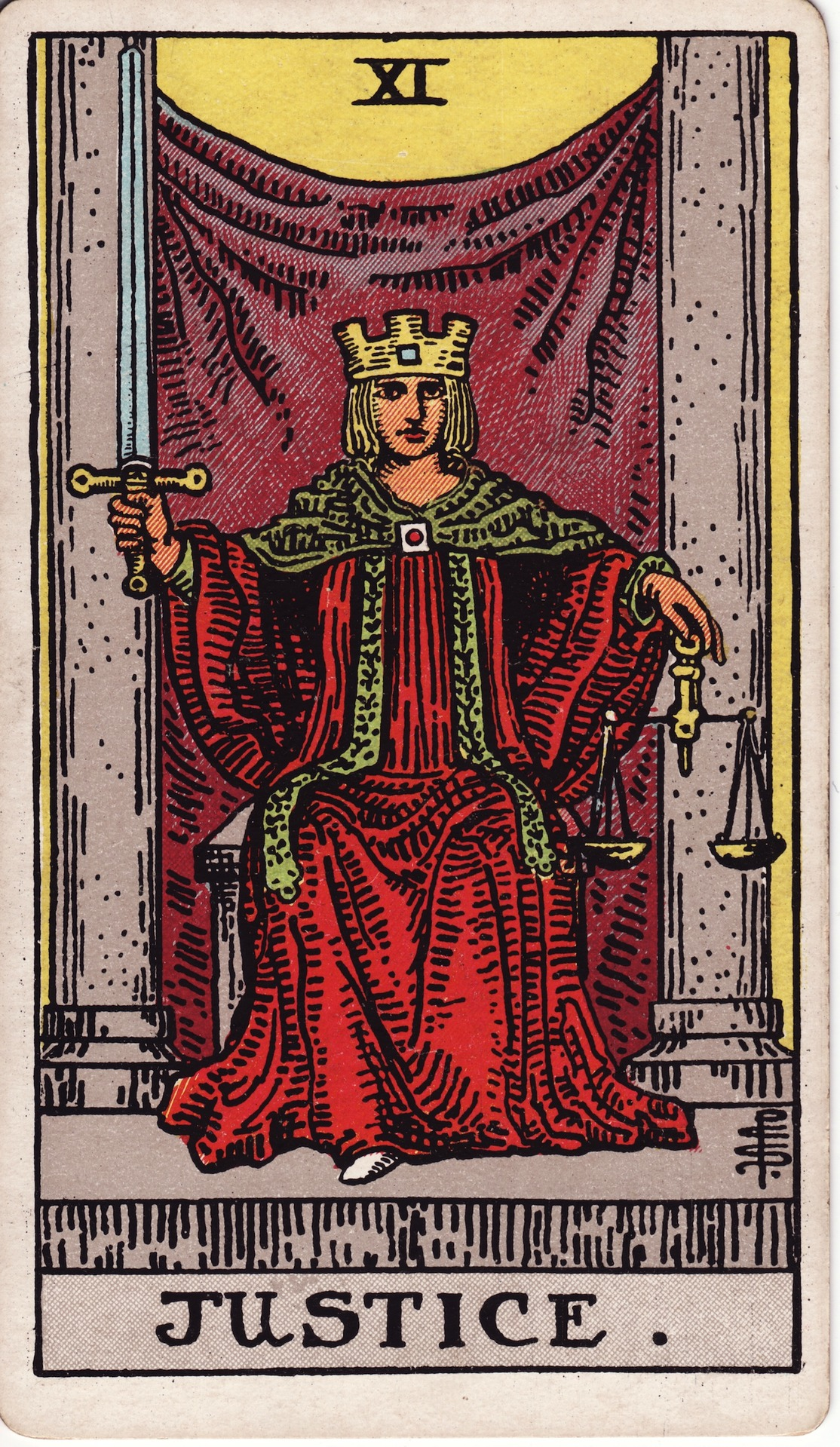
웨이트판 타롯트의 정의(카드 번호 '11')

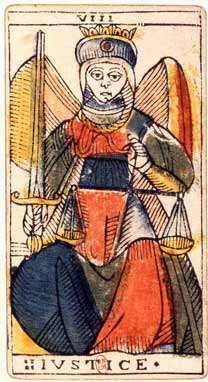
마르세유판 타롯트의 정의(카드 번호 '8')

정의(正義, 프랑스어: La Justice)는 타로의 메이저 아르카나에 속하는 카드의 1매다. 재판의 여신이라고도 불린다.

## 카드의 번호
카드 번호는 마르세유판 등 전통적인 데크에서는 '8'이지만, 웨이트가 카드의 숫자를 '힘'과 바꿔 넣는다는 대담한 변경을 실시한 이래, 웨이트판을 시작으로 하는 황금의 새벽단 계통의 데크에서는 '11'이며, 현재는 2계통의 데크가 존재하게 되었다. 지금도 '힘'과 함께 타롯트 연구자의 사이에 논의되는 것이 있는 1매이다(이 번호 교체에 대한 자세한 것은 '타로'의 항을 참조).

## 카드의 의미
정위치의 의미
공정·공평, 선행, 균형, 성의, 선의, 양립.
역위치의 의미
부정, 편향, 불균형, 일방통행, 피고의 입장에 놓여짐.
아서 에드워드 웨이트의 타로 도해의 해설에서는 '평등·옳음·행정·정당한 판결'을 의미한다고 여겨진다.

## 카발라와의 관계
히브리 문자는 라메드(ל), 다만 이것에는 복수의 이설이 있다. '황금의 새벽단'의 설에서는 게브라와 티파레트의 세피라를 결합하는 경에 관련지었다.

## 점성술과의 대응 관계
이하와 같은 제설이 있다.
- 별자리: 금우궁설[1], 거해궁설, 천칭궁설[2], 천헐궁설, 인마궁설, 마갈궁설
- 혹성: 금성설

## 우의화의 해석
전체의 구도로서는, 옥좌에 앉은 인물이 검과 천칭을 손에 넣고 있는 모습이 그려져 마르세유판 타로도 웨이트판 타로도, 구도로서의 큰 변경점은 거의 없다.
마르세유판 타로의 '정의'란 모습이나 형태를 가지지 않고, 카드에 그려지는 검과 천칭을 가진 여성은 '정의'라는 개념의 환영적 이미지의 투영으로서 파악할 수 있어 그리스 신화 등을 시작해 여신과 많이 관련성은 있지만 완전하게 동일시 되는 것은 적다. '정의'에 그려지는 상징이 일관해서 호소하고 있는 것은 상반되는 힘끼리의 조화로운 결합이다. 오른손으로 내건 황금의 검은 그 쥔 모습으로 보아 '무력'으로서 휘두르는 것이 아니라 왕의 지팡이(홀)처럼 '지배'를 나타낸다. 또 왼손의 천칭은, 균형을 유지하고 있음에도 불구하고 좌우의 접시의 크기가 다르게 그려져 있다. 이것은 '공평'이란 항상 '좌우 대칭'을 나타내는 것은 아니라는 기본 개념에 준거한 것으로, 수학적인 균형보다 조화나 기능적인 아름다움이라는 감성에 의한 균형을 나타내는 것으로 '정의'가 형태가 보이지 않는 것을 나타내는 요인이 되고 있다. 또 검과 천칭을 가진 여성의 눈은, 그 어느 쪽에도 향하지 않고 정면을 확인하고 있다. 사회의 가치관이나 개인의 감정에 의해서 항상 보편적이지 않은 '정의'라는 개념을 시각적 정보나 감정에 흘러가지 않게, 오른쪽에도 왼쪽에도(상징 학문적으로) 향하지 않은 것이다. 또, 마르세유판의 '정의'는 8번에 위치하고 있는데, 이 '8'이라는 아라비아 숫자는 2개의 ○을 일필로 쓴 형태이며, 천칭의 2개의 접시를 수직에 늘어놓은 형태를 용이하게 연상시킨다.
웨이트판 타로에 그려져 있는 여성은, 그리스 신화의 정의를 상징하는 여신 아스트라이아 내지 그 어머니 테미스가 모티프로 여겨진다. 천칭은 아스트라이아의 신화에 유래한 공정한 중재를 의미해, 검은 대천사 미카엘이 손에 넣은 단죄의 증거에 유래한다고 말해진다.

## 같이 보기
- 정의의 여신